# Jenny Wolf
Jenny Wolf (Berlijn, 31 januari 1979) is een voormalig Duits langebaanschaatsster.

## Biografie
Bij de Olympische Winterspelen in Turijn bereikte zij een zesde plaats op de 500 meter. Bij de Olympische Winterspelen in 2002 in Salt Lake City bereikte ze op dezelfde afstand een tiende plaats.
Ze is eigenlijk een kortebaanrijdster, de 100 meter is haar favoriete afstand, dit is echter geen Olympisch nummer. Wel werd ze op deze afstand en op de 500 meter winnares van de wereldbeker in de seizoenen 2005/2006 en 2006/2007.
Op het WK Sprint 2007 in Hamar won ze beide 500 meter-wedstrijden, maar door een val op de eerste 1000 meter deed ze niet mee om het klassement. Tijdens de WK Afstanden van 2007 behaalde ze echter wel goud (op de 500 meter), voor de Chinese Wang Beixing. Ze verbrak hierbij het wereldrecord van Catriona LeMay en bracht het op 37,04. Tijdens wereldbekerwedstrijden in Calgary in november 2007 scherpte ze dit record nog aan tot 37,02. Op het WK Sprint 2008 in Heerenveen werd ze wereldkampioene sprint voor Anni Friesinger en Annette Gerritsen. Op de Olympische Spelen in Vancouver won ze de zilveren medaille op de 500 meter.
Op 13 november 2010 won Wolf haar veertigste wereldbekerwedstrijd op de 500 meter. Daarmee verbrak ze het record van Bonnie Blair, die 39 wedstrijden in de wereldbeker op de 500 meter won.
In januari 2012 werd bekend dat de tegenvallende prestaties van Wolf op de 500 meter te maken hebben met dezelfde zenuwblessure in het bovenbeen als die van Sven Kramer. De klachten zijn ontstaan in 2009. Op 6 december 2013 verloor Wolf haar baanrecord in Berlijn in een rechtstreeks duel aan Lee Sang-Wha en viel ze 100 meter voor de finish.

## Records

### Persoonlijke records
| Afstand    | Tijd    | Datum            | Baan           |
| ---------- | ------- | ---------------- | -------------- |
| 500 meter  | 37,00   | 11 december 2009 | Salt Lake City |
| 1000 meter | 1.14,95 | 28 januari 2012  | Calgary        |
| 1500 meter | 2.23,33 | 13 februari 1998 | Berlijn        |
| 3000 meter | 5.38,21 | 12 november 1994 | Berlijn        |

### Wereldrecords
| Nr. | Afstand     | Tijd   | Datum            | Baan           |
| --- | ----------- | ------ | ---------------- | -------------- |
| 1.  | 100 meter   | 10,28  | 4 maart 2007     | Calgary        |
| 2.  | 500 meter   | 37,04  | 10 maart 2007    | Salt Lake City |
| 3.  | 2×500 meter | 74,420 | 10 maart 2007    | Salt Lake City |
| 4.  | 500 meter   | 37,02  | 16 november 2007 | Salt Lake City |
| 5.  | 100 meter   | 10,22  | 16 december 2007 | Erfurt         |
| 6.  | 100 meter   | 10,21  | 7 maart 2009     | Salt Lake City |
| 7.  | 500 meter   | 37,00  | 11 december 2009 | Salt Lake City |

#### Wereldrecords laaglandbaan (officieus)
| Nr. | Afstand     | Tijd   | Datum            | Baan       |
| --- | ----------- | ------ | ---------------- | ---------- |
| 1.  | 500 meter   | 37,77  | 17 november 2006 | Berlijn    |
| 2.  | 500 meter   | 37,60  | 19 januari 2008  | Heerenveen |
| 3.  | 500 meter   | 37,52  | 25 januari 2008  | Hamar      |
| 4.  | 2x500 meter | 75,620 | 8 maart 2008     | Nagano     |
| 5.  | 500 meter   | 37,51  | 24 januari 2009  | Kolomna    |

## Resultaten
| Jaar | WK Sprint | WK Afstanden | Olympische Spelen       | Wereldbeker        |
| ---- | --------- | ------------ | ----------------------- | ------------------ |
| 1999 |           |              |                         | 33e 500m           |
| 2000 | 21e       | 16e 500m     | 21e 500m 35e 1000m      |                    |
| 2001 | 26e       | 13e 500m     | 15e 500m 49e 1000m      |                    |
| 2002 | 23e       |              | 15e 500m                | 14e 500m 37e 1000m |
| 2003 | 17e       |              |                         | 7e 500m 54e 1000m  |
| 2004 | 22e       | 4e 500m      | 100m · 8e 500m          |                    |
| 2005 | 18e       | 8e 500m      | 100m · 10e 500m         |                    |
| 2006 | 13e       |              | 6e 500m                 | 100m · 500m        |
| 2007 | DQ2       | 500m         |                         | 100m · 500m        |
| 2008 | Goud      | 500m         | 100m · 500m · 41e 1000m |                    |
| 2009 | Zilver    | 500m         | 100m · 500m · 40e 1000m |                    |
| 2010 | Brons     |              | 500m · 17e 1000m        | 500m               |
| 2011 | 8e        | 500 m        |                         | 500m               |
| 2012 | 9e        | 6e 500m      |                         | 500m               |
| 2013 | 23e       | 4e 500m      |                         | 500m               |
| 2014 |           |              | 6e 500m 25e 1000m       | 500m               |

NC# = niet gekwalificeerd voor de laatste afstand, maar wel als # geklasseerd in de eindrangschikking
DQ# = gediskwalificeerd voor de # afstand

### Medaillespiegel
| Kampioenschap     | Goud | Zilver | Brons |
| ----------------- | ---- | ------ | ----- |
| WK sprint         | 1    | 1      | 1     |
| WK Afstanden      | 4    | 0      | 0     |
| Wereldbeker       | 10   | 3      | 2     |
| Olympische Spelen | 0    | 1      | 0     |